# Sorocostia leuconephes
Sorocostia leuconephes är en fjärilsart som beskrevs av Turner 1944. Sorocostia leuconephes ingår i släktet Sorocostia och familjen trågspinnare. Inga underarter finns listade i Catalogue of Life.